# Arces-Dilo
Arces-Dilo és un municipi francès, situat al departament del Yonne i a la regió de Borgonya - Franc Comtat. L'any 2007 tenia 592 habitants.

## Demografia

### Població
El 2007 la població de fet d'Arces-Dilo era de 592 persones. Hi havia 264 famílies, de les quals 76 eren unipersonals (36 homes vivint sols i 40 dones vivint soles), 92 parelles sense fills, 68 parelles amb fills i 28 famílies monoparentals amb fills.
La població ha evolucionat segons el següent gràfic:
Habitants censats

### Habitatges
El 2007 hi havia 386 habitatges, 270 eren l'habitatge principal de la família, 90 eren segones residències i 26 estaven desocupats. 370 eren cases i 14 eren apartaments. Dels 270 habitatges principals, 232 estaven ocupats pels seus propietaris, 31 estaven llogats i ocupats pels llogaters i 7 estaven cedits a títol gratuït; 1 tenia una cambra, 20 en tenien dues, 51 en tenien tres, 79 en tenien quatre i 119 en tenien cinc o més. 203 habitatges disposaven pel capbaix d'una plaça de pàrquing. A 130 habitatges hi havia un automòbil i a 109 n'hi havia dos o més.

### Piràmide de població
La piràmide de població per edats i sexe el 2009 era:
| Homes | Edats   | Dones |
| ----- | ------- | ----- |
| 0     | 95 o +  | 0     |
| 0     | 90 a 94 | 1     |
| 7     | 85 a 89 | 11    |
| 6     | 80 a 84 | 11    |
| 15    | 75 a 79 | 20    |
| 17    | 70 a 74 | 19    |
| 27    | 65 a 69 | 26    |
| 18    | 60 a 64 | 21    |
| 15    | 55 a 59 | 14    |
| 15    | 50 a 54 | 15    |
| 21    | 45 a 49 | 21    |
| 31    | 40 a 44 | 19    |
| 14    | 35 a 39 | 19    |
| 17    | 30 a 34 | 15    |
| 13    | 25 a 29 | 13    |
| 15    | 20 a 24 | 6     |
| 17    | 15 a 19 | 26    |
| 20    | 10 a 14 | 20    |
| 16    | 5 a 9   | 15    |
| 9     | 0 a 4   | 7     |

## Economia
El 2007 la població en edat de treballar era de 371 persones, 248 eren actives i 123 eren inactives. De les 248 persones actives 220 estaven ocupades (127 homes i 93 dones) i 28 estaven aturades (8 homes i 20 dones). De les 123 persones inactives 56 estaven jubilades, 25 estaven estudiant i 42 estaven classificades com a «altres inactius».

### Ingressos
El 2009 a Arces-Dilo hi havia 268 unitats fiscals que integraven 611,5 persones, la mediana anual d'ingressos fiscals per persona era de 17.335 €.

### Activitats econòmiques
Dels 30 establiments que hi havia el 2007, 1 era d'una empresa alimentària, 1 d'una empresa de fabricació d'altres productes industrials, 8 d'empreses de construcció, 6 d'empreses de comerç i reparació d'automòbils, 2 d'empreses de transport, 3 d'empreses d'hostatgeria i restauració, 1 d'una empresa d'informació i comunicació, 1 d'una empresa financera, 1 d'una empresa de serveis, 4 d'entitats de l'administració pública i 2 d'empreses classificades com a «altres activitats de serveis».
Dels 11 establiments de servei als particulars que hi havia el 2009, 1 era una funerària, 1 taller de reparació d'automòbils i de material agrícola, 2 guixaires pintors, 5 lampisteries, 1 empresa de construcció i 1 restaurant.
Dels 2 establiments comercials que hi havia el 2009, 1 era una botiga de més de 120 m² i 1 una botiga de menys de 120 m².
L'any 2000 a Arces-Dilo hi havia 10 explotacions agrícoles que ocupaven un total de 930 hectàrees.

## Equipaments sanitaris i escolars
El 2009 hi havia 1 escola maternal integrada dins d'un grup escolar amb les comunes properes formant una escola dispersa i 1 escola elemental integrada dins d'un grup escolar amb les comunes properes formant una escola dispersa.

## Poblacions més properes
El següent diagrama mostra les poblacions més properes.